# 热带耳平藓
热带耳平藓（学名：Calyptothecium tumidum）为蕨藓科耳平藓属下的一个种。